# Glaphyrus micans
Glaphyrus micans är en skalbaggsart som beskrevs av Franz Faldermann 1835. Glaphyrus micans ingår i släktet Glaphyrus och familjen Glaphyridae. Utöver nominatformen finns också underarten G. m. euphraticus.